# Roxanne
Roxanne is een nummer van de Britse band The Police uit april 1978. Het is de debuutsingle van het allereerste album Outlandos d'Amour eveneens uit 1978. Het nummer werd geschreven door de leadzanger van de band, Sting, en gaat over een man die verliefd wordt op een prostituee. De single werd in februari 1979 heruitgebracht. Roxanne komt voor op alle greatest hits albums van de band. In 2004 plaatste Rolling Stone het nummer op plaats 388 van de lijst The 500 Greatest Songs of All Time.

## Achtergrond
Sting schreef het nummer naar aanleiding van de prostituees die hij zag nabij het hotel van The Police in Parijs, tijdens hun verblijf aldaar in oktober 1977. Het nummer werd vernoemd naar een karakter uit het toneelstuk Cyrano de Bergerac, waarvan een poster in het hotel hing. Sting had het nummer oorspronkelijk in het genre van de bossanova willen uitbrengen. Rond de eerste 4 seconden van het liedje is er een kortstondig vals piano-akkoord te horen, gevolgd door gelach. Later bleek dat het ging om Sting die zich tijdens de opname van het liedje per ongeluk op een piano heeft gezet die in de studio stond. De band koos er bewust voor om het in de single te laten.
Het nummer was de debuutsingle van The Police bij A&M Records.
De plaat werd een hit in het Engelse en Nederlandse taalgebied en in Oceanië. In thuisland het Verenigd Koninkrijk bereikte de plaat de 12e positie in de UK Singles Chart en in Ierland de 22e positie. In Nieuw-Zeeland werd de 8e positie bereikt, Australië de 34e, Canada de 31e en in de Verenigde Staten de 32e positie in de Billboard Hot 100.
In Nederland werd de plaat in de zomer van 1979 veel gedraaid op Hilversum 3 en werd een grote hit in de destijds drie landelijke hitlijsten oo de nationale publieke popzender. De plaat bereikte de 19e positie in de Nationale Hitparade, de 20e positie in de Nederlandse Top 40 en piekte op de 14e positie in de TROS Top 50. In de Europese hitlijst op Hilversum 3, de TROS Europarade, werd de 20e positie bereikt.
In België bereikte de plaat de 19e positie in de voorloper van de Vlaamse Ultratop 50. In de Vlaamse Radio 2 Top 30 werd géén notering behaald.

## Hitnoteringen

### Nederlandse Top 40
| Nummer | 37 | 22 | 21 | 26 | 26 | 39 | uit |

### Nationale Hitparade
Hitnotering: 16-06-1979 t/m 18-08-1979. Hoogste notering: #19 (1 week).

### TROS Top 50
Hitnotering: 07-06-1979 t/m 02-08-1979. Hoogste notering: #14 (1 week).

### TROS Europarade
Hitnotering: 05-10-1980 t/m 19-10-1980. Hoogste notering: #20 (2 weken). 

### NPO Radio 2 Top 2000
| Nummer met noteringen in de NPO Radio 2 Top 2000 | '99 | '00 | '01 | '02 | '03 | '04 | '05 | '06 | '07 | '08 | '09 | '10 | '11 | '12 | '13 | '14 | '15 | '16 | '17 | '18 | '19 | '20 | '21 | '22 | '23 | '24 |
| ------------------------------------------------ | --- | --- | --- | --- | --- | --- | --- | --- | --- | --- | --- | --- | --- | --- | --- | --- | --- | --- | --- | --- | --- | --- | --- | --- | --- | --- |
| Roxanne                                          | 88  | 186 | 217 | 221 | 309 | 232 | 391 | 363 | 341 | 303 | 249 | 207 | 210 | 219 | 201 | 287 | 299 | 233 | 228 | 187 | 239 | 242 | 300 | 354 | 333 | 475 |

1. ↑  Een vetgedrukt getal geeft de hoogste notering aan.